# Зональный район
Зона́льный райо́н — административно-территориальное образование (сельский район) и муниципальное образование (муниципальный район) в Алтайском крае России.
Административный центр — село Зональное.

## География
Расположен в юго-восточной части края. Рельеф: увалистая равнина, расчленённая глубокими балками.
Площадь: 1717 км².
Климат умеренно континентальный. Средняя температура января: −18,2 °C, июля: +18,9 °C. Годовое количество атмосферных осадков: 518 мм.
По территории района протекают 6 рек, находится озеро Уткуль.
Почвы: выщелоченные, среднегумусные чернозёмы. Растут берёза, осина, ольха, рябина, черёмуха, тополь, богатое разнотравье. Обитают лось, косуля, лиса, заяц, волк, суслик, крот; из птиц: дятел, кукушка, дрозд, филин.

## История
Образован 29 января 1938 года. 15 января 1944 года 3 сельсовета Зонального района были переданы в новый Сростинский район. 26 января 1960 года к Зональному району была присоединена часть территории упразднённого Сростинского района. С 01.02.1963 по 18.05.1983 территория Зонального района находилась в составе Бийского района.

## Население
| 1959    | 1996    | 1997    | 1998    | 1999    | 2000    | 2001    |
| ------- | ------- | ------- | ------- | ------- | ------- | ------- |
| 41 221  | ↘20 700 | ↘20 501 | →20 501 | ↗20 600 | →20 600 | ↘20 501 |
| 2002    | 2003    | 2004    | 2005    | 2006    | 2007    | 2008    |
| ↗20 700 | ↘20 457 | ↘20 322 | ↘20 116 | ↘19 929 | ↘19 851 | ↘19 715 |
| 2009    | 2010    | 2011    | 2012    | 2013    | 2014    | 2015    |
| ↗19 797 | ↘19 676 | ↗19 697 | ↗19 946 | ↗20 025 | ↗20 127 | ↘20 110 |
| 2016    | 2017    | 2018    | 2019    | 2020    | 2021    |         |
| ↗20 153 | ↗20 199 | ↗20 221 | ↘20 015 | ↘19 959 | ↘16 555 |         |

### Национальный состав[18]
| национальность | национальность | мужчин | женщин | всего  | %    |
| -------------- | -------------- | ------ | ------ | ------ | ---- |
| русские        |                | 8 580  | 10 135 | 18 715 | 91   |
| немцы          |                | 503    | 556    | 1 059  | 5,1  |
| украинцы       |                | 138    | 158    | 296    | 1,4  |
| азербайджанцы  |                | 69     | 43     | 112    | 0,5  |
| белорусы       |                | 37     | 27     | 64     | 0,3  |
| татары         |                | 31     | 29     | 60     | 0,29 |
| армяне         |                | 35     | 14     | 49     | 0,24 |
| корейцы        |                | 16     | 14     | 30     | 0,14 |

## Административно-муниципальное устройство
Зональный район с точки зрения административно-территориального устройства края включает 9 административно-территориальных образований — 9 сельсоветов.
Зональный муниципальный район в рамках муниципального устройства включает 9 муниципальных образований со статусом сельских поселений:
| № | Сельское поселение       | Административный центр | Количество населённых пунктов | Население (чел.) | Площадь (км²) |
| - | ------------------------ | ---------------------- | ----------------------------- | ---------------- | ------------- |
| 1 | Буланихинский сельсовет  | село Буланиха          | 2                             | ↘2504            | 252,19        |
| 2 | Зональный сельсовет      | село Зональное         | 3                             | ↘3384            | 102,93        |
| 3 | Луговской сельсовет      | село Луговское         | 3                             | ↗1367            | 198,53        |
| 4 | Новочемровский сельсовет | село Новая Чемровка    | 1                             | ↗2115            | 60,07         |
| 5 | Октябрьский сельсовет    | посёлок Октябрьский    | 1                             | ↘1081            | 162,63        |
| 6 | Плешковский сельсовет    | село Плешково          | 6                             | ↘1807            | 409,80        |
| 7 | Соколовский сельсовет    | село Соколово          | 3                             | ↗4107            | 266,27        |
| 8 | Чемровский сельсовет     | посёлок Мирный         | 2                             | ↘1867            | 77,33         |
| 9 | Шубенский сельсовет      | село Шубёнка           | 1                             | ↘1248            | 90,44         |

### Населённые пункты
В Зональном районе 22 населённых пункта:

| Зональное      | ↘3013 |
| Соколово       | ↘3224 |
| Буланиха       | ↗2463 |
| Новая Чемровка | ↗2115 |
| Мирный         | ↗1487 |
| Плешково       | ↗1280 |
| Шубёнка        | ↘1248 |
| Луговское      | ↗1163 |

| Октябрьский      | ↘1081 |
| Савиново         | ↗539  |
| Комарово         | ↘427  |
| Сафоновка        | ↗403  |
| Новая Михайловка | ↗304  |
| Восход           | ↗240  |
| Урожайный        | ↘187  |
| Свекловичный     | ↗170  |

| Буланиха          | ↘169 |
| Новый Быт         | ↘164 |
| Парижская Коммуна | ↘99  |
| Путь Ленинизма    | ↘36  |
| Уткуль            | ↘0   |
| Берёзовая Роща    | ↗2   |

## Экономика
Основное направление экономики: сельское хозяйство (выращивание зерна, сахарной свеклы, картофеля, развито животноводство). Действуют Иткульский спиртзавод, предприятие «Алтайская бурёнка», Бийская опытно-селекционная станция, Бийская семеноводческая станция по травам, станция агрохимической службы «Бийская», государственный племенной птицезавод «Чемровский». В 2008 году открыт крупный птицеводческий комплекс «Алтайский бройлер». В 2009 году открылось предприятие ООО «Сибирский баррель» по переработке углеводородов.
Экономическая ситуация в районе достаточно стабильная, район инвестиционно-привлекателен, что связано, прежде всего, с высокой транспортной доступностью (через район проходят федеральная автодорога и железная дорога), близостью к достаточно крупному городу Бийск и развитому пригородному сообщению с ним. Автобусы в Бийск ходят из всех сел района, из Зонального и Соколово выполняется по несколько рейсов в день, а в ближайшие села: Мирный, Сафоновка и Новая Чемровка и вовсе пролегают городские маршруты 105 и 106 с интервалом движения 1 час во внепиковое время и 30 минут в час пик. Практически во все села осуществляется доставка товаров транспортными компаниями и курьерскими службами, базирующимися в Бийске, а также службами доставки бийских магазинов. Многие жители района работают в Бийске (часть из них переехала из города в район), а бийчане имеют дачи в районе. Ряд бийских предприятий имеют производственные площадки в районе. Фактически, начиная с 2000 годов Зональный район является северо-западным пригородом Бийска, логистическая связь с которым значительно лучше, чем с Бийским районом.
Близость к мощной энергетической инфраструктуре промышленной зоны Бийска обеспечивает доступность электроэнергии в районе. Энергоснабжение района осуществляется по пяти независимым ЛЭП 35 кВ. Имеются четыре районных подстанции «Зональная» — 20 МВА, «Чемровская» — 12 МВА, «Соколовская» — 8 МВА и «Луговская» — 2,5 МВА и развитая сеть районных линий 10 кВ. Район хорошо газифицирован. Централизованное газоснабжение имеется в районном центре, селах Соколово, Мирный, Новая Чемровка, Сафоновка, Шубенка. В селах имеется централизованное водоснабжение.

## Транспорт
По территории района проходит федеральная автомобильная трасса Р-257 «Чуйский тракт» и дорога краевого значения Бийск-Соколово-Акутиха, расположена станция Зональный на железнодорожной ветке Алтайская-Бийск Западно-Сибирской железной дороги. Качество дорожной сети в районе высокое. Почти все населенные пункты имеют подъездные пути с твердым покрытием.